# 스칸디아 (캔자스주)

스칸디아(Scandia)는 미국 캔자스주 리퍼블릭군의 도시이다. 2010년 인구조사 기준으로 이 도시의 인구 수는 372명이다.

## 역사
현재의 캔자스 지역에 펄럭인 최초의 미국 국기는 스칸디아 지역 주변에 1806년 세워졌다. 스웨덴의 이민자들이 정착하면서 뉴스칸디나비아(New Scandinavia)라는 이름으로 불리게 되었다.

## 지리
미국 인구조사국에 따르면 이 도시의 총 면적은 0.48 제곱마일 (1.24 km2)(육지)이다.
이 지명은 우체국 기록에 따르면 1876년 스칸디아로 변경되었다. 1879년, 도시로 통합되었다.

## 인구
| 인구조사              | 인구 | Note  | %±     |
| --------------------- | ---- | ----- | ------ |
| 1880년                | 573  |       | —      |
| 1890년                | 653  |       | 14.0%  |
| 1900년                | 598  |       | −8.4%  |
| 1910년                | 579  |       | −3.2%  |
| 1920년                | 547  |       | −5.5%  |
| 1930년                | 608  |       | 11.2%  |
| 1940년                | 614  |       | 1.0%   |
| 1950년                | 611  |       | −0.5%  |
| 1960년                | 643  |       | 5.2%   |
| 1970년                | 567  |       | −11.8% |
| 1980년                | 480  |       | −15.3% |
| 1990년                | 421  |       | −12.3% |
| 2000년                | 436  |       | 3.6%   |
| 2010년                | 372  |       | −14.7% |
| 2019 (추산)           | 342  | [ 8 ] | −8.1%  |
| U.S. Decennial Census |      |       |        |